# 1596 Itzigsohn
1596 Itzigsohn è un asteroide della fascia principale del diametro medio di circa 49,64 km. Scoperto nel 1951, presenta un'orbita caratterizzata da un semiasse maggiore pari a 2,8907694 UA e da un'eccentricità di 0,1271354, inclinata di 13,28828° rispetto all'eclittica.
L'asteroide è dedicato al suo scopritore.